# Bari (Pulla)
|  | Per a altres significats, vegeu «Bari». |

Bari (Bàri ['barə] en napolità) és una ciutat d'Itàlia, capital de la regió de la Pulla i de la Ciutat metropolitana de Bari. Es va crear amb el nom grec de Βάριον o Βαρῖνος, després llatinitzat com a Barium.

## Localització
La ciutat és a la vora de la mar Adriàtica i ocupa uns 40 km de costa, entre els municipis de Giovinazzo, al nord, i Mola di Bari, al sud. En amplada s'estén fins a uns 13 km, partint de zona portuària fins a l'extrem del barri del Loseto al sud-oest.
El territori municipal és una àrea plana al mig d'una vasta depressió, la conca de Bari. No obstant això, a la part central de la depressió s'estén diversos quilòmetres cap a l'interior, limitant amb els municipis de: Capurso, Triggiano, Bitritto, Modugno i Bitonto, complint així amb les primeres pistes de la Murge. La ciutat va des de 0 fins a 131 metres d'altura sobre el nivell del mar. L'ajuntament es troba a cinc metres d'alçada.
Es diu que la forma que la ciutat té vista en un mapa recorda la forma d'una àguila amb les ales desplegades, el cap de la qual seia la petita península sobre la qual va sorgir el primer nucli habitat, la Bari Vecchia.

## Clima
El clima a Bari és mediterrani (o, segons la classificació de Köppen, té el clima temperat de les latituds mitjanes), amb hiverns suaus continentals (els primers freds comencen rares vegades al novembre) i els estius són calorosos i secs. Les variacions tèrmiques són mitigades per l'efecte del mar i les brises que en provenen. Això no obstant, durant els mesos hivernals està afectada pels corrents d'aire fred procedents del Balcans al nord-est i deels monts Abruzzosdel al nord-oest, que esporàdicament causen precipitacions en forma de neu fins i tot en cotes baixes. Es recorden els anys amb nevades per ser un fet rar: 1987-1993-1999-2003 i 2007, en les quals van caure uns quinze cm de neu. Les pluges es concentren als mesos hivernals i de règim molt irregular; als mesos d'estiu hi ha una alternança entre onades de forta calor provinents del nord d'Àfrica alternades amb onades de calor humit provinents de les regions a l'est de la conca del baix mediterrani. En contraposició a les onades de calor, en dies quan bufa el mestral hi pot hi haver baixades de temperatura i mar revolta, fet que sol anar associat amb el pas de nuclis de baixa pressió transitori.
El 24 de juliol del 2007 a Bari Palese els termòmetres van marcar 45,6 °C, la temperatura més alta enregistrada a l'estació meteorològica de l'aeroport . La temperatura mínima es va marcar el 3 de gener del 1993, quan es van enregistrar –6 °C.

## Història

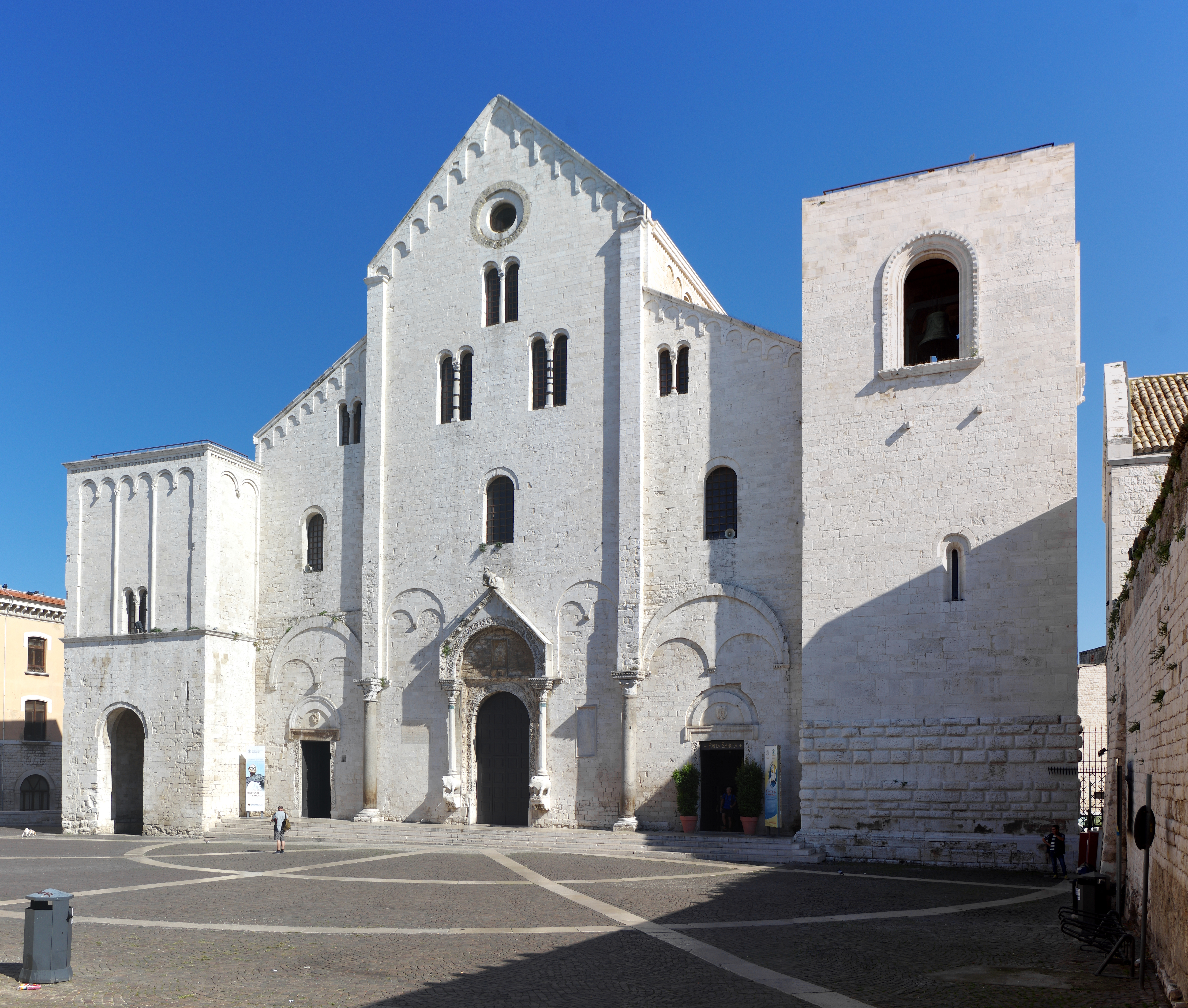
Basílica de Sant Nicolau a Bari.

Va ser fundada pels peuquetis, que la van anomenar Βάριον i va florir en temps de la conquesta de la Pulla pels romans, que en van intuir la magnífica posició per al comerç amb l'Orient. Llavors apareix sota el nom de Barium, i presenta certa influència grega probablement derivada de la veïna Tàrent (segle iii aC). Fou municipi romà amb certa importància per estar a la Via Àpia i a la Via Trajana i pel port. Des del segle iv fou seu d'un bisbat.
Durant l'edat mitjana se la van disputar els llombards, romans d'Orient i sarraïns. Al segle ix va ser conquerida pels musulmans, que hi van establir l'efímer emirat de Bari durant els anys 847-871. En el marc de la reconquesta del sud d'Itàlia per Basili I, la ciutat va ser recuperada l'any 871 per l'emperador franc Lluís II i l'almirall romà d'Orient Nicetas, amb l'ajuda de contingents eslaus i d'una flota de les ciutats dàlmates. Després de trencar l'aliança entre Lluís II i els romans d'Orient, aquests últims van prendre la ciutat el 876.
Al segle x va esdevenir la capital del catepanat de la Pulla i residència del governador (catepà). Es va desenvolupar com a centre religiós al voltant del 1100, després de la construcció de la basílica dedicada a sant Nicolau. Les Croades i el regnat de Frederic II van donar un altre impuls econòmic a la ciutat.
El bisbat es va convertir en arquebisbat i la regió es va dir després Terra de Bari.
El 1098, a la cripta de la nova basílica dedicada a sant Nicolau, el papa Urbà II va reunir un concili de 180 bisbes per tractar de resoldre els problemes dogmàtics que separaven l'església ortodoxa de l'església Romana.
Destruïda per Guillem I de Sicília el 1156, va tornar a florir en època sueva, entorn del castell fet construir per Frederic II sobre les restes de les fortificacions normandes.
Un llarg període de decadència va caracteritzar la ciutat sota el govern d'Alduino Filangieri de Candida, mestre de la Cort Reial i Justícia de Bari des del 1284. Després fou governada pels Anjou, Corona d'Aragó i la Corona Espanyola, fins que els Sforza li van retornar la seva esplendor, sobretot amb les duquesses Isabel de Nàpols i Bona Sforza. Bari també va patir la dominació veneciana, però gràcies a la qual hi va haver l'ampliació del port i una molt florent, ajudat per la venda de productes de la zona d'influència, de gran demanda en els mercats estrangers.
El 1813, durant el govern de Joaquim Murat, va començar l'eixample de la ciutat fora de les muralles medievals («poble nou», o «poble de Murat»), que es caracteritza pels carrers de traçat ortogonal. La població va créixer ràpidament a partir de llavors dels 18.000 als 94.000 habitants de principi del segle xx.

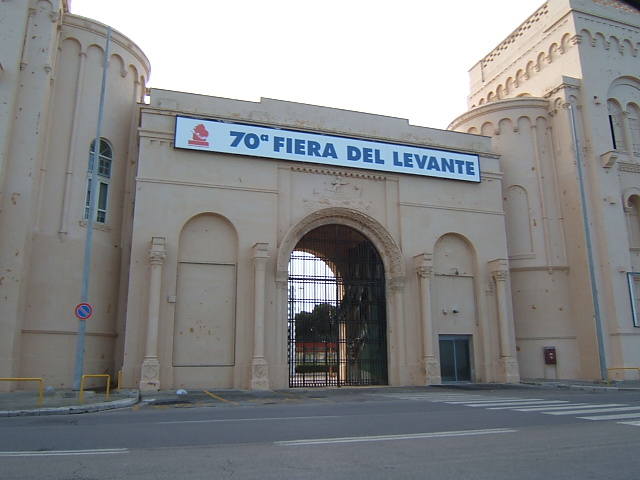
Fira del Llevant

Durant els anys del feixisme es va inaugurar la Fira del Llevant, que va obrir les portes als dissenyadors locals. Durant la segona guerra mundial el port fou ocupat per les tropes aliades. El 9 de desembre del 1943 es va lliurar una dura batalla i va ser bombardejada pels alemanys i va ser contaminada per l'enfonsament d'una nau anglesa carregada de gas mostassa. El segon desastre que va copejar la ciutat va ser el 9 d'abril del 1945, a les 11.57 h, quan el vaixell americà Charles Henderson va explotar a causa d'un incident amb la càrrega de material bèl·lic que contenia.
El 28-29 de gener del 1944 el Congrés antifeixista, reunit a Bari, van decidir que el rei Víctor Manuel havia d'abdicar per a donar pas a la creació d'una república, notícia que fou anunciada per primera vegada per Ràdio Bari. A mitjan segle xx, esdevé metròpoli amb 400.000 habitants i s'expandeix de forma desordenada acollint molts immigrants. L'any 1991 hi van desembarcar 20.000 albanesos del vaixell Vlora.

## Demografia
Com a totes les ciutats metropolitanes s'observa a Bari una disminució de la població que prefereix traslladar-se a les localitats de la rodalia.
Bari té el sobrenom de “Porta d'Europa” pels molts immigrants que hi arriben. A 31 de desembre del 2014 residien Bari 11.883 ciutadans estrangers. Les comunitats més nombroses són de les següents nacionalitats:
- Geòrgia: 1.867
- Albània: 1.370
- Romania: 1.247
- Bangladesh: 975
- Xina: 770
- Mauritània: 692
- Filipines: 648
- Nigèria: 355
- Índia: 297
- Ucraïna: 234

## Dialecte
El dialecte de Bari s'ha anat configurant per les modificacions que han aportat a l'italià les nombroses ocupacions de població estrangera que s'han acollit al llarg dels segles i que han donat la peculiaritat en la parla i algunes inflexions que el fan difícil d'entendre per la resta d'italians.
Des del punt de vista filològic, el dialecte de Bari té origen en el llatí, després va rebre influència del sicilià i tot seguit del napolità.
Aquest dialecte és el que es parla a tota la província de Bari i en la zona de Barletta-Andria-Trani, on són presents algunes variants. A més, hi ha algunes àrees d'influència més al nord, a la província de Foggia, on també es parla un dialecte local, el foggià. A l'oest aquest dialecte es difon cap a la província de Matera i cap al sud el seu influx arriba a la part més septentrional de la província de Brindisi.

## Religió
La religió més difosa és el catolicisme i el patró de la ciutat és sant Nicolau, un sant també venerat per la fe ortodoxa. Les relíquies d'aquest sant es custodien a Bari, cosa que ha fet de la ciutat un lloc de pelegrinatge i de pont de cultures.

## Personatges il·lustres
- Licia Albanese, soprano
- Thiago Alcántara Do Nascimento, futbolista
- Mario Nuzzolese, periodista
- Francesco Rossi, (1650-1725) compositor d'òperes
- Giovanni Laterza, editor
- Guido Marzulli, pintor
- Gianrico Carofiglio, escriptor
- Marco Misciagna, violista i violinista

## Monuments i llocs d'interès

### Arquitectura religiosa
- Basílica de sant Nicolau, (1087-1197) ocupa l'espai de l'antic palau del catepà. És el símbol de la ciutat i el cor de la religiositat de Bari. Consagrada el 1197, la basílica és una de les obres mestres de l'estil romànic de la Pulla, amb una imponent façana flanquejada per dos campanars, tota en pedra calcària blanca. A la banda nord tenim la monumental Porta dei Leoni (Porta dels Lleons), decorada per baixos relleus que representen una sèrie d'escenes cavalleresques. Al seu interior, de tres naus, trobem un sostre de fusta daurada i alts arcs que reposen en els capitells esculpits amb figures de flors i animals. També són medievals els copons amb capitells figurats i una cadira episcopal coneguda com a Cattedra di Elia. A la cripta sota el creuer, amb 28 columnes amb capitells romànics, es conserven les restes del sant, lloc de culte i pelegrinatge de catòlics i ortodoxos.[7]

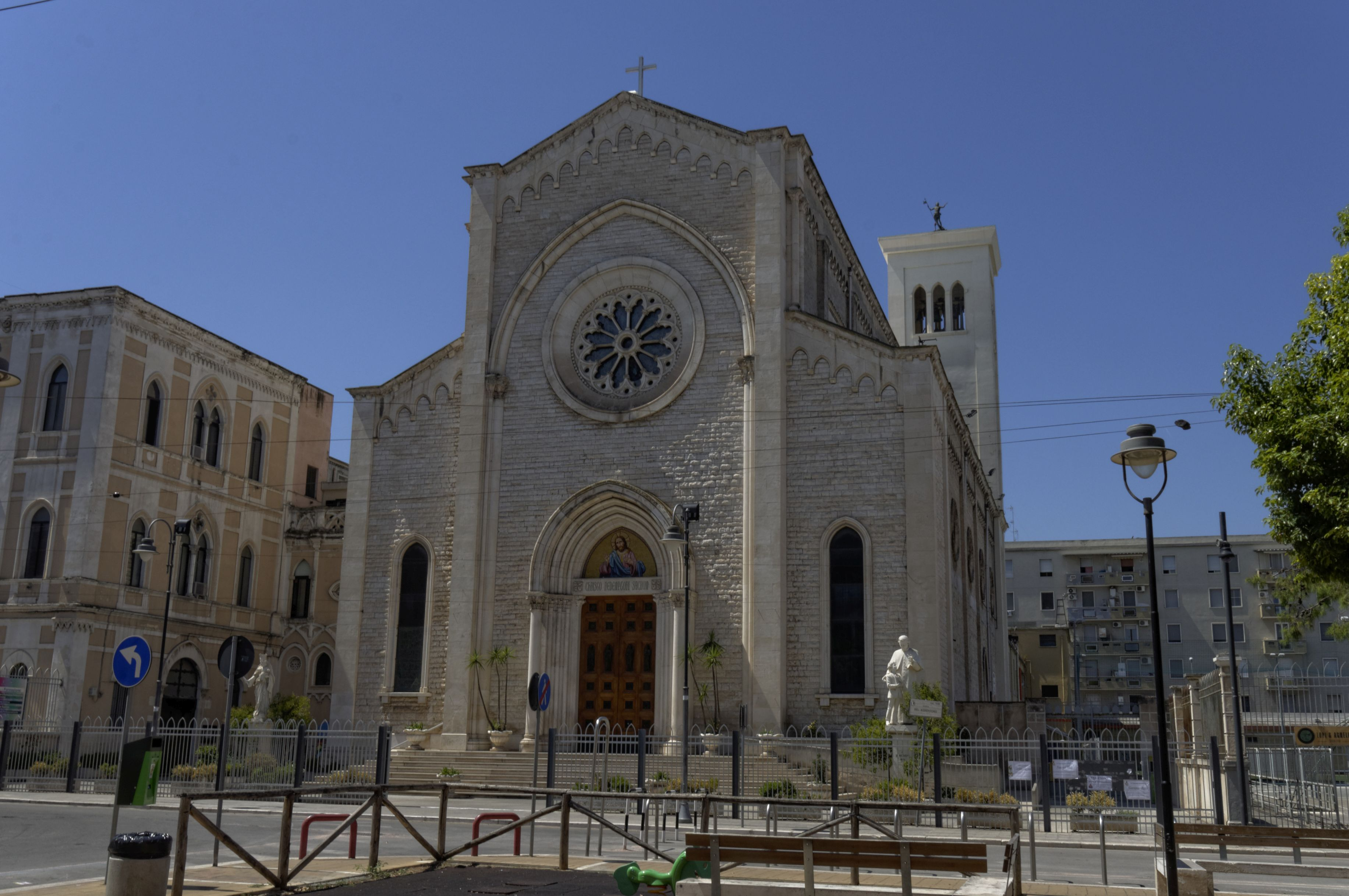
Catedral de Bari

- Catedral de sant Sabí (s.XII): Construïda al segle xii, representa un exemple extraordinari de l'arquitectura romànica de la Pulla. Sota la catedral hi ha valuosos restes arqueològiques, com ara les ruïnes d'un edifici cívic d'època romana, una basílica cristiana primitiva de tres naus i una petita església romana d'Orient. L'interior està format per naus dividides separades per 16 columnes que sostenen arcs i falsos matroneus.[8]

### Arquitectura civil

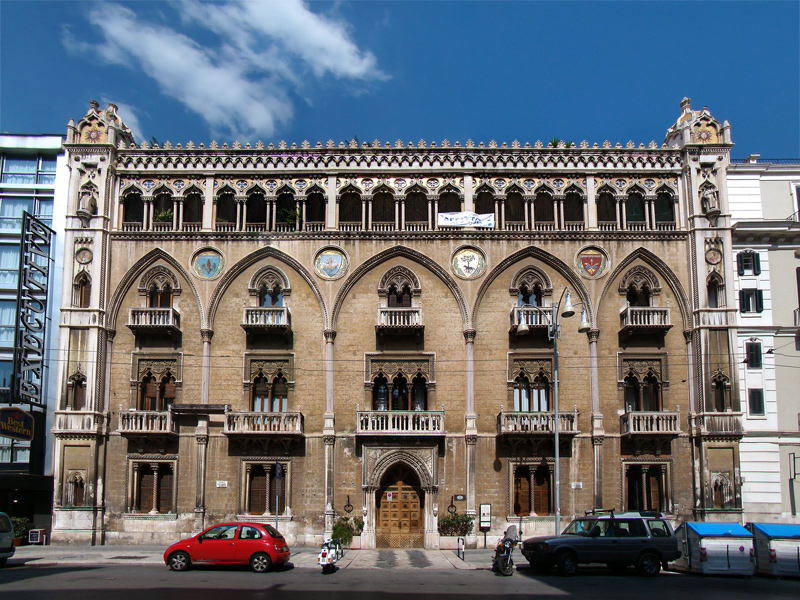
Palau Fizzarotti

- Palau de l'aqüeducte de la Pulla, (1924)l'arquitecte Duilio Cambellotti va emprar l'estil liberty.
- Palau Mincuzzi, que té una decorada façana amb columnes, pilastres, capitells, gàrgoles i moltes finestres jòniques; l'interior està ricament decorat en estil liberty, té una escala monumental que rep il·luminació natural de la cúpula.
- Palau Fizzarotti (1905-1907) dels arquitectes Ettore Bernich i Augusto Corradini, és un imponent edifici d'estil eclèctic.
- Palau de Gemmis. Palau en estil neoclàssic del qui fou el primer alcalde de Bari i fundador de l'homònima biblioteca que aplega els documents sobre la història de la Pulla.

### Arquitectura militar

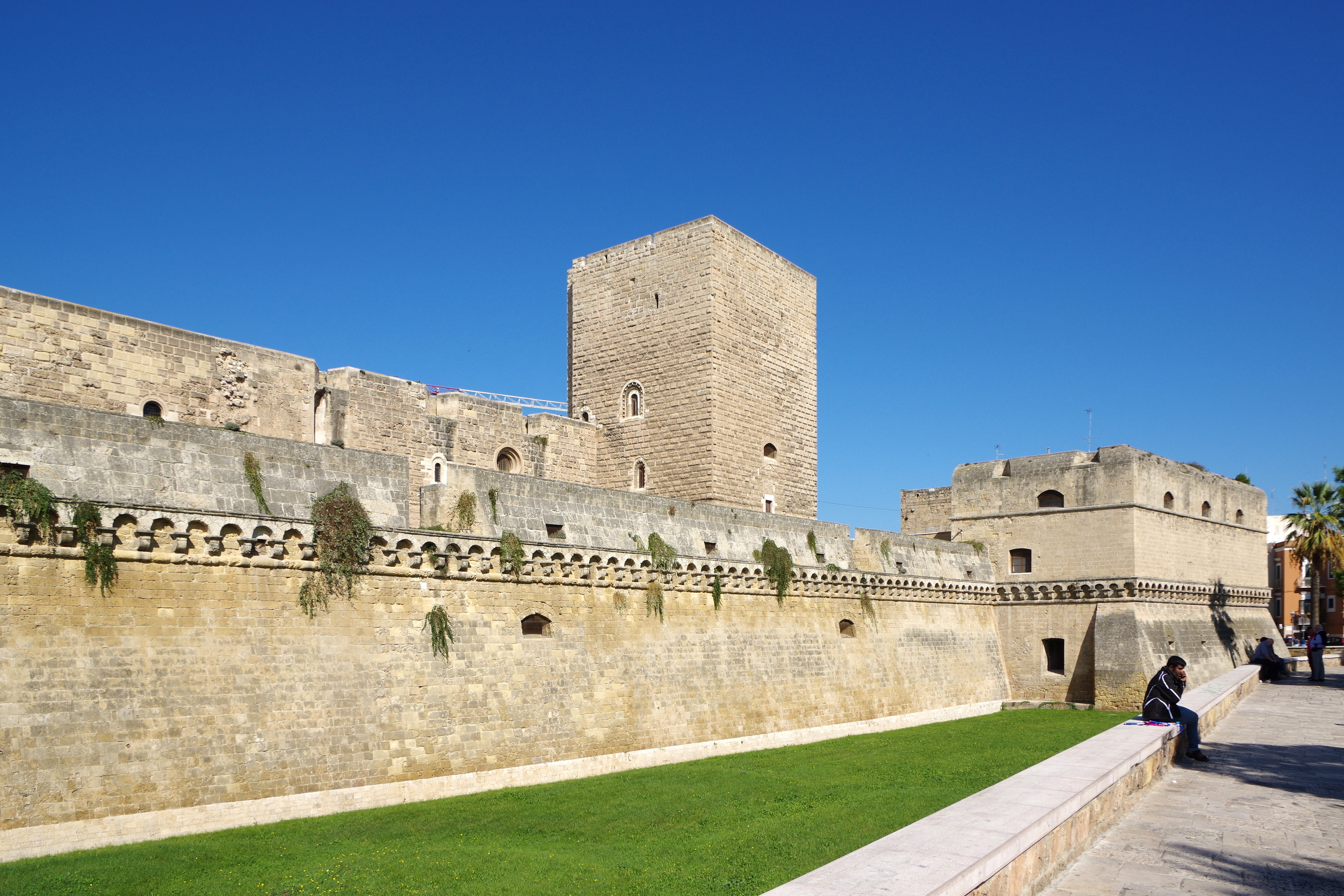
Castell de Bari

- Castell normand-sueu. Una fortalesa encarregada construir el 1131 per Roger II de Sicília. El 1156, Guillem I de Sicília, la va destruir quasi totalment i, poc després, Guido il Vasto, enviat per Frederic II, se'n va fer càrrec de la reconstrucció. Durant el segle xvi es van fer algunes obres per adequar-lo a les exigències defensives de l'època. El complex consta d'unes torres de base quadrada que el van visible des de lluny i un fossat llarg i profund.
- Fortí de sant Antoni Abat. Va ser construït per a defensar la ciutat. Algunes fonts citen aquest fortí al segle xiv, però no se sap amb certesa la data de la construcció. Destruït pels ciutadans de Bari el 1463, va ser reconstruït al segle xvi per ordre d'Isabel d'Aragó.
- La llarga muralla que envolta tota la ciutat vella.
- Diverses torres d'albir, d'època medieval, construïdes de cara a la mar per avisar d'una possible arribada de pirates o sarraïns.

El Sacrario Militare, un monument en honor dels morts a ultramar, inaugurat el 1967.

### Espais naturals
Àrees verdes

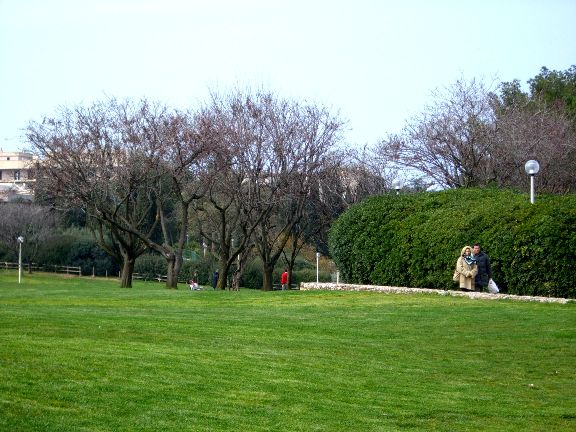
Parc 2 de juny

- Parc públic 2 de juny, el més gran de la ciutat, està al barri de Carrassi
- Pineda de sant Francesc situada al barri de Marconi
- Pineda de Plaça Romita al districte de San Paolo
- Jardí de Plaça Garibaldi, al centre
- Jardí de Plaça Umberto I, al centre
- Punta Perotti, davant del mar
- Jardí botànic[9]

Platges
- Pane e Pomodoro
- Torre Quetta
- Torre a Mare.

### Museus

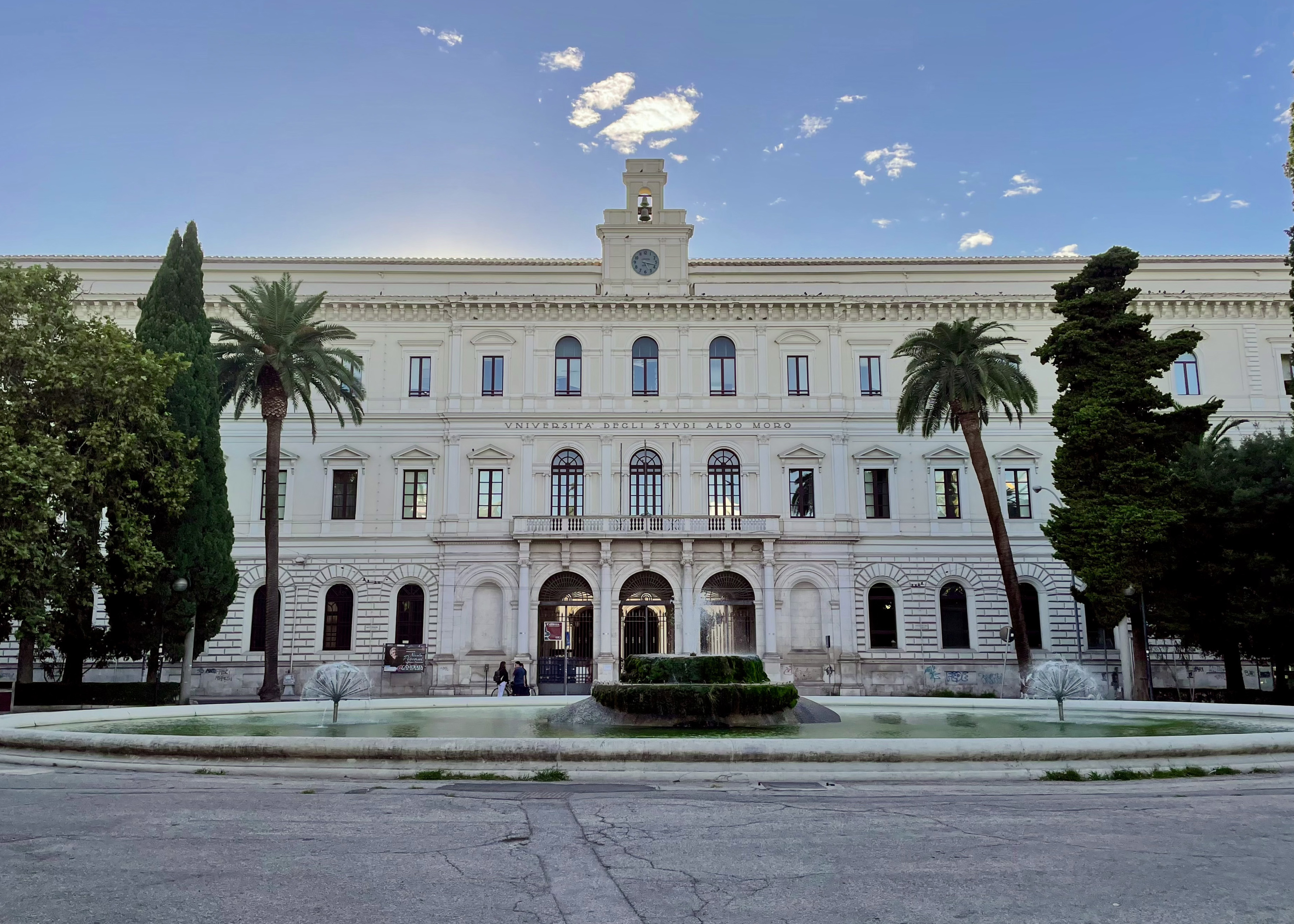
Universitat de Bari

- Museu arqueològic, fundat el 1875, està en un palau que forma part de la Universitat de Bari.
- Pinacoteca provincial
- Ciutadella mediterrània de la ciència
- Museu etnogràfic africà
- Gipsoteca del Castell Normand Sueu, conté reproduccions en escaiola d'estàtues de marbre.
- Museu nicolaià
- Museu de la catedral
- Museu històric de la ciutat
- Museu del Sacrari militar
- Museu de zoologia[10]
- Museu de ciències de la terra[11]
- Museu col·lecció de física[12]
- Museu de l'aigua - (Palazzo dell'Acquedotto Pugliese)[13]
- Museu de la Fotografia de l'Institut Politècnic de Bari

### Teatres

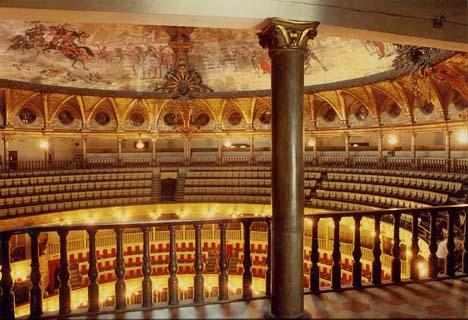
Interior del teatre Petruzzelli

- Teatre Petruzzelli, (1898-1903) obra dels arquitectes Onofrio i Antonio Petruzzelli, és el quart teatre italià per les dimensions i el més gran dels teatres privats d'Europa.
- Teatre Piccinni, (1854)
- Auditorium Nino Rota, (1981) depèn del conservatori de música de Bari

## Organització
Administrativament la ciutat de Bari està dividida en 9 districtes, dins els quals hi ha diverses barriades:
|      | Districtes                                | Superfície (km²) | Densitat (hab/km²) (2001) | Barriades                                                                  |
| ---- | ----------------------------------------- | ---------------- | ------------------------- | -------------------------------------------------------------------------- |
| I    | Palese-Santo Spirito                      | 18,62            | 1.544                     | Palese-Macchie, Santo Spirito-Catino-San Pio                               |
| II   | San Paolo-Stanic-Villaggio del Lavoratore | 20,14            | 1.764                     | Quartiere San Paolo, Stanic-Villaggio del Lavoratore                       |
| III  | Picone-Poggiofranco                       | 7,47             | 5.853                     | Quartiere Picone, Poggiofranco                                             |
| IV   | Carbonara-Ceglie-Loseto                   | 35,03            | 1.139                     | Carbonara di Bari, Ceglie del Campo, Loseto, Quartiere Santa Rita          |
| V    | Japigia-Torre a Mare                      | 18,77            | 1.912                     | Quartiere Japigia, Torre a Mare, Quartire San Giorgio, Quartiere Sant'Anna |
| VI   | Carrassi-San Pasquale                     | 7,70             | 7.893                     | Carrassi, Quartiere San Pasquale, Mungivacca                               |
| VII  | Madonnella                                | 0,95             | 18.527                    | Madonnella                                                                 |
| VIII | Libertà-Marconi-San Girolamo-Fesca        | 6,30             | 10.368                    | Libertà, Marconi-San Girolamo-Fesca                                        |
| IX   | Murat-San Nicola                          | 1,05             | 16.170                    | Quartiere Murat, Quartiere San Nicola                                      |
|      | Total                                     | 116,03           | 2.969                     |                                                                            |

Recentment per afavorir la descentralització administrativa i donar vida a la ciutat metropolitana, s'ha aprovat una reorganització que considera municipis els anteriors districtes. i quedaria de la següent manera.
|     | Municipi                                                             | Superfície (km²) | Densità (ab/km²) (2001) | Subdivisions                                                                          |
| --- | -------------------------------------------------------------------- | ---------------- | ----------------------- | ------------------------------------------------------------------------------------- |
| I   | Municipi del mar                                                     |                  |                         | Murat, San Nicola, Libertà, Madonnella, Japigia, Torre a Mare, San Giorgio, Sant'Anna |
| II  | Picone - Poggiofranco - San Pasquale - Carrassi - Mungivacca         | 15,17            | 13.746                  | Picone, Poggiofranco, Carrassi, San Pasquale, Mungivacca                              |
| III | San Paolo - Stanic - Villaggio del Lavoratore - San Girolamo - Fesca |                  |                         | San Paolo, Stanic-Villaggio del Lavoratore, Marconi-San Girolamo-Fesca                |
| IV  | Carbonara - Ceglie - Loseto                                          |                  |                         | Carbonara di Bari, Ceglie del Campo, Loseto                                           |
| V   | Palese - Santo Spirito                                               |                  |                         | Palese-Macchie, Santo Spirito-Catino-San Pio                                          |

## Economia

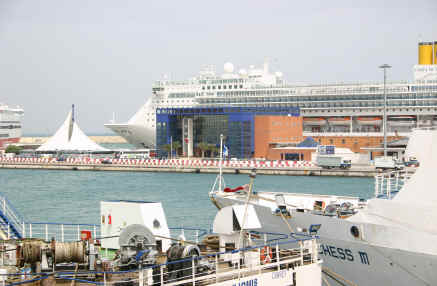
Port de Bari, terminal de creuers

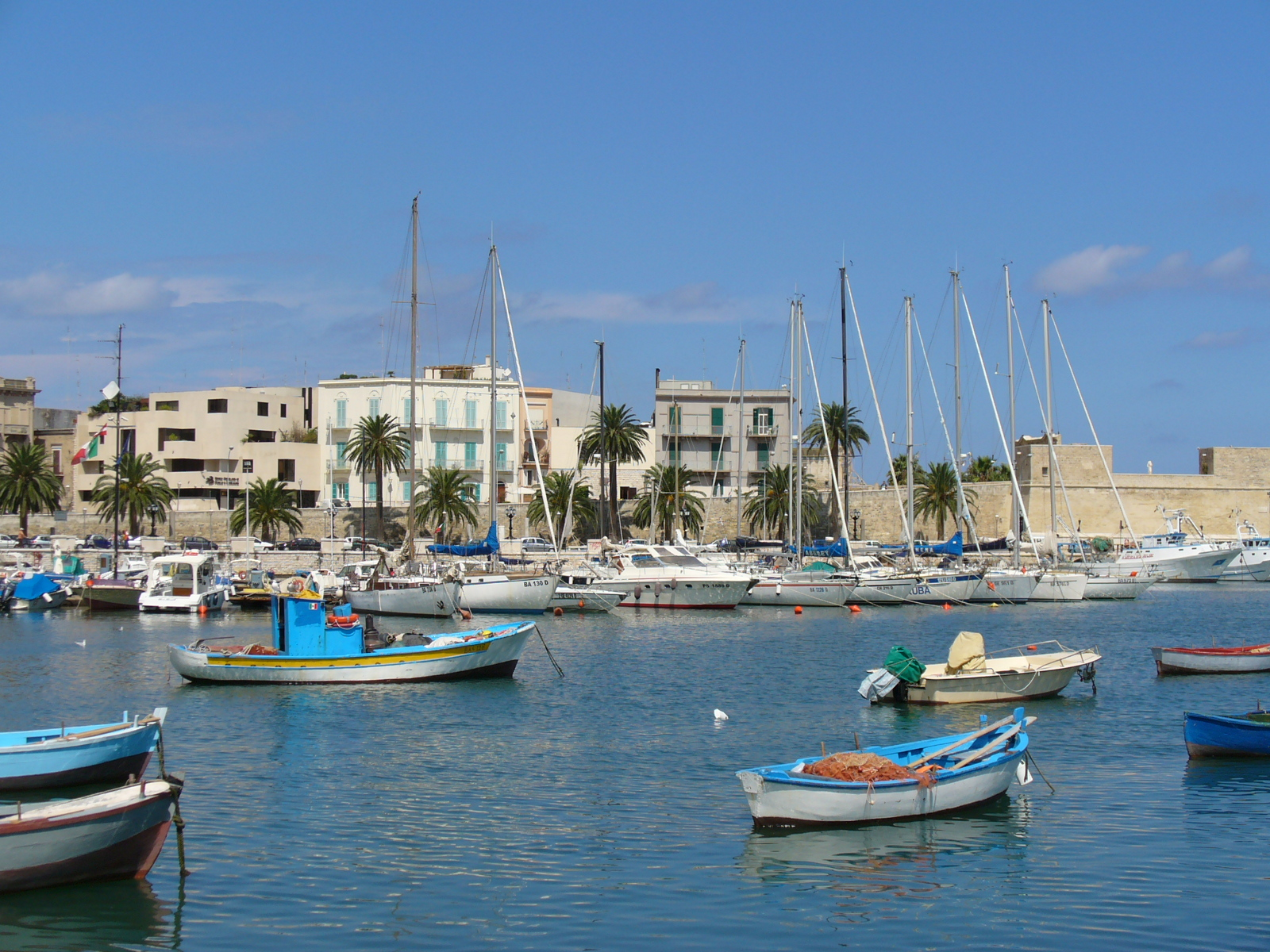
Port pesquer de Bari

Antic centro mariner, Bari sempre ha tingut vocació mercantil i, de fet, és el segon centre comercial del sud d'Itàlia. Als comerciants es deu la construcció dels principals edificis històrics del recinte emmurallat, com la Cambra del Commerç i el teatre.
El 2003 la desocupació va arribar a l'11%, una dada inferior a la mitjana del sud d'Itàlia.
Una altra activitat econòmica de Bari és l'agricultura, s'hi conreen: vinyes, oliveres, ametllers i fruiters, i com a complement estan les indústries de producció d'oli, vi i conserves. Entre les fruites i hortalisses destaquen: tomàquets, carxofes, cogombres, raïm, peres, cireres i figues, la producció dels quals es dona lloc a una forta exportació.
El mateix passa amb la pesca, que s'exporta a altres ciutats.
La indústria de Bari a més de tenir a veure amb el sector alimentari, està implicada en el sector químic, el petroquímic, el tèxtil, la fusta i, sobretot el sector mecànic. Del sector mecànic estan instal·lades, entre d'altres, les empreses Magneti Marelli, Bosch i Getrag. Bari és la seu italiana de les principals empreses alemanyes. A finals dels anys vuitanta l'empresa FIAT va desenvolupar aquí el sistema d'injecció per a fuel common rail, el qual va cedir a l'empresa Bosch. L'àrea industrial s'ha anat traslladant als afores de la ciutat de manera que actualment es troba entre Bari i Modugno, amb algunes parcel·les que ocupen el territori de Palo i de Bitonto. L'inici de la saturació de la zona ha afectat també, en l'última dècada, el creixement del sector industrial de Molfetta.
El 1987, la congestió del centre de la ciutat va portar que un empresari local, Giusseppe Degennaro, construís un centre comercial als afores, anomenat Casamassima, que és un dels més grans d'Europa.
Els serveis és un altre dels sectors més vibrants de l'economia local, amb empreses com: Getronics, EDS, Olivetti i IBM; tot i que darrerament no s'ha invertit gaire en aquest sector.

## Ciutats agermanades
- Banja Luka (Bòsnia i Hercegovina)
- Bolonya (Itàlia)
- Canton (Xina)
- Celle di San Vito (Itàlia)
- Corfú (Grècia)
- Durrës (Albània)
- mar del Plata (Argentina)
- Patres (Grècia)
- Palma (Espanya)
- Szczecin (Polònia)
- Słupsk (Polònia)
- Batumi (Geòrgia)
- San Giovanni Rotondo (Itàlia)
- Monte Sant'Angelo (Itàlia)

## Premi Automobilístic de Bari
Es tracta d'una competició catalogada Formula Grand Prix a l'entorn del pavelló de la fira de Llevant. Es va iniciar el 1946 i es va fer anualment fins al 1956. El 2013 es va fer una evocació històrica que va aplegar uns 50.000 espectadors.

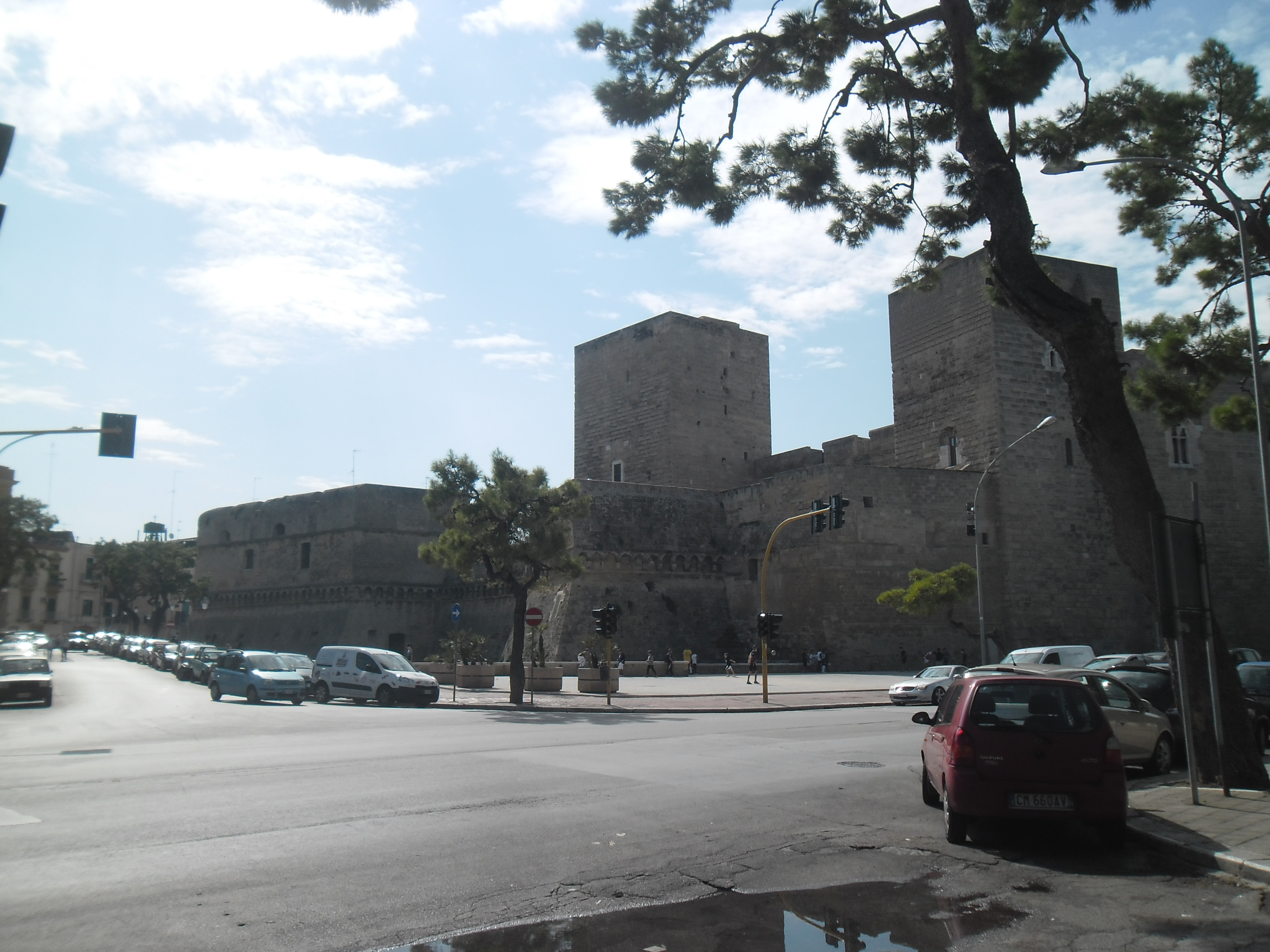
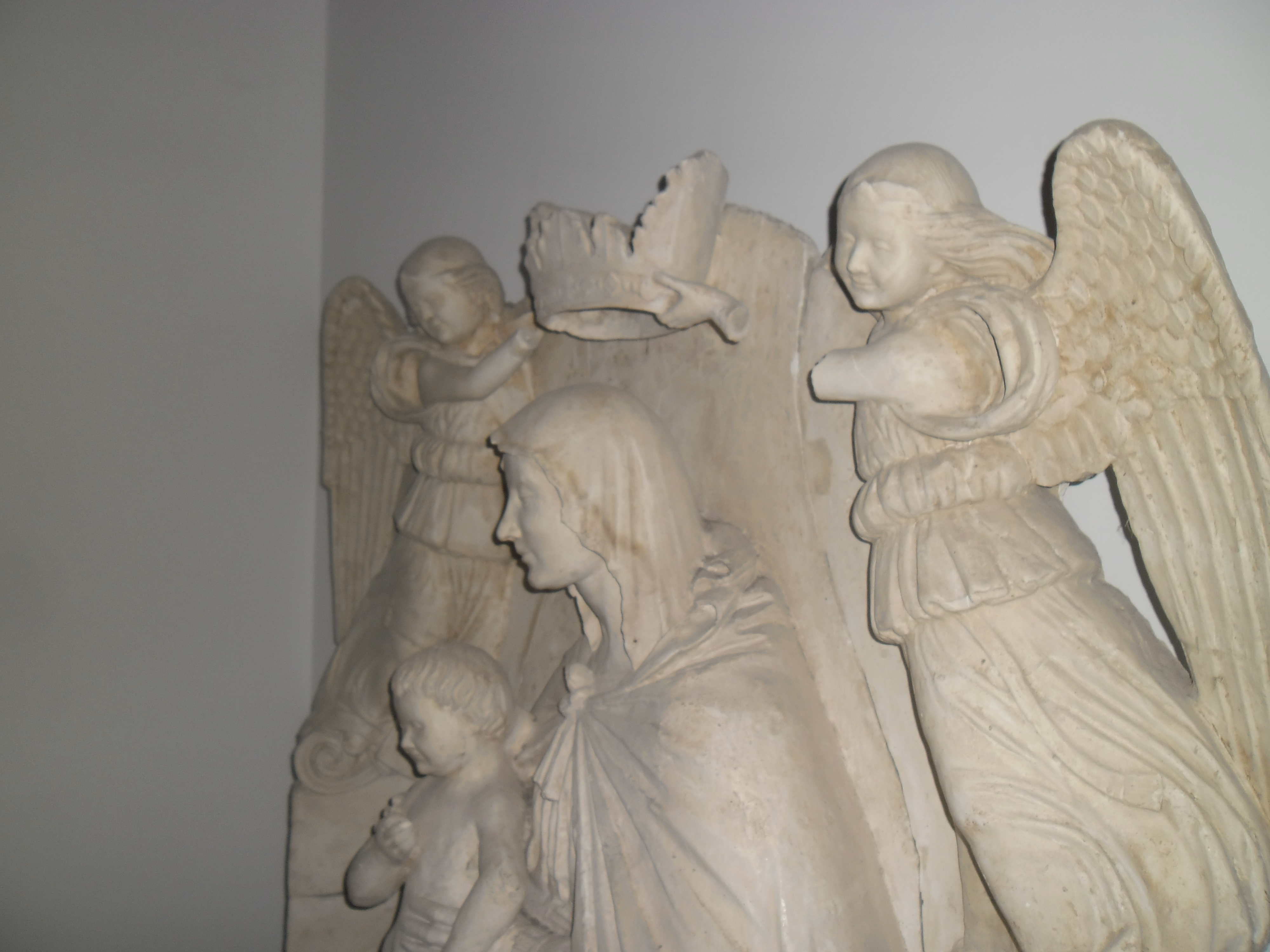
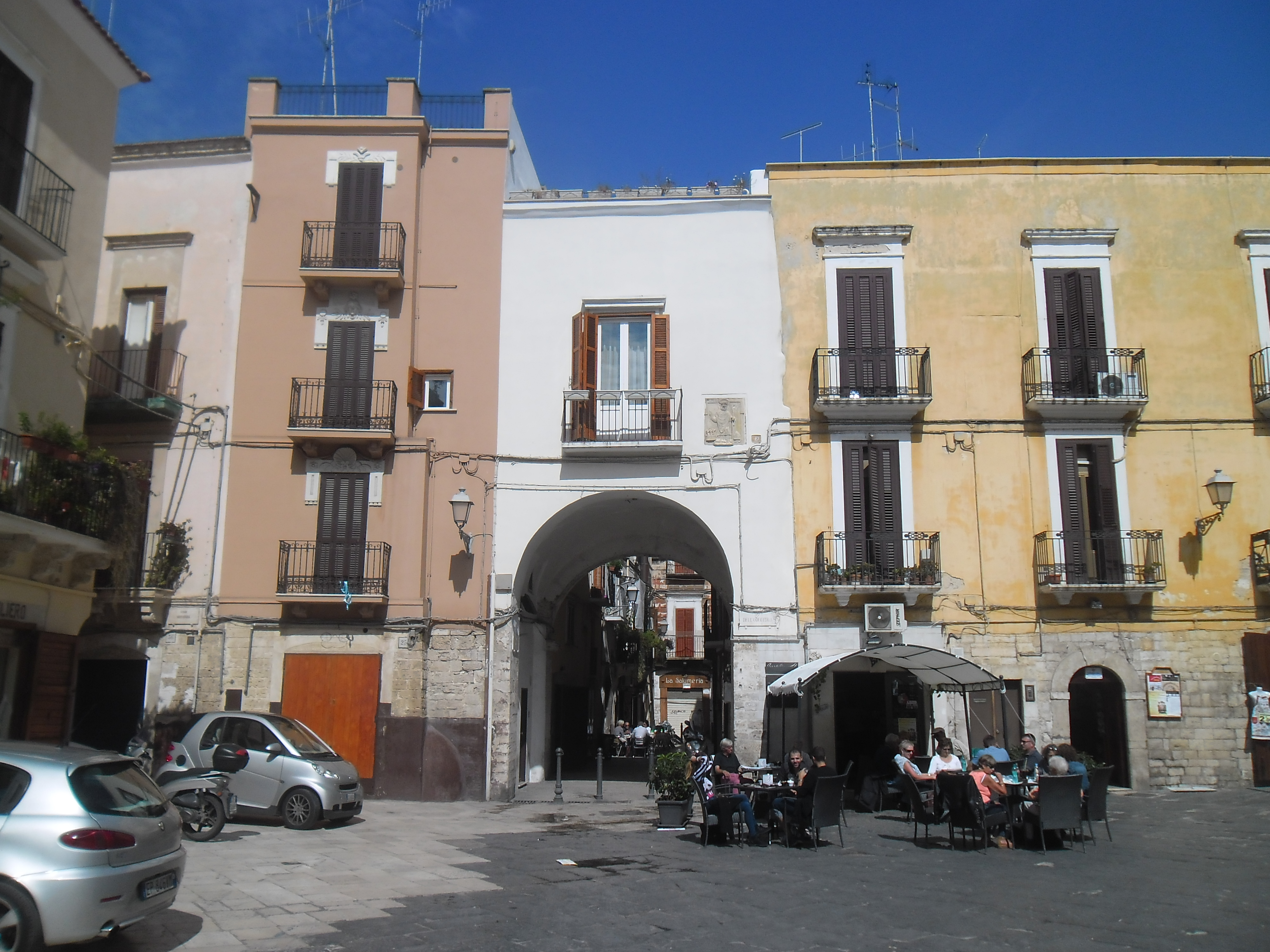
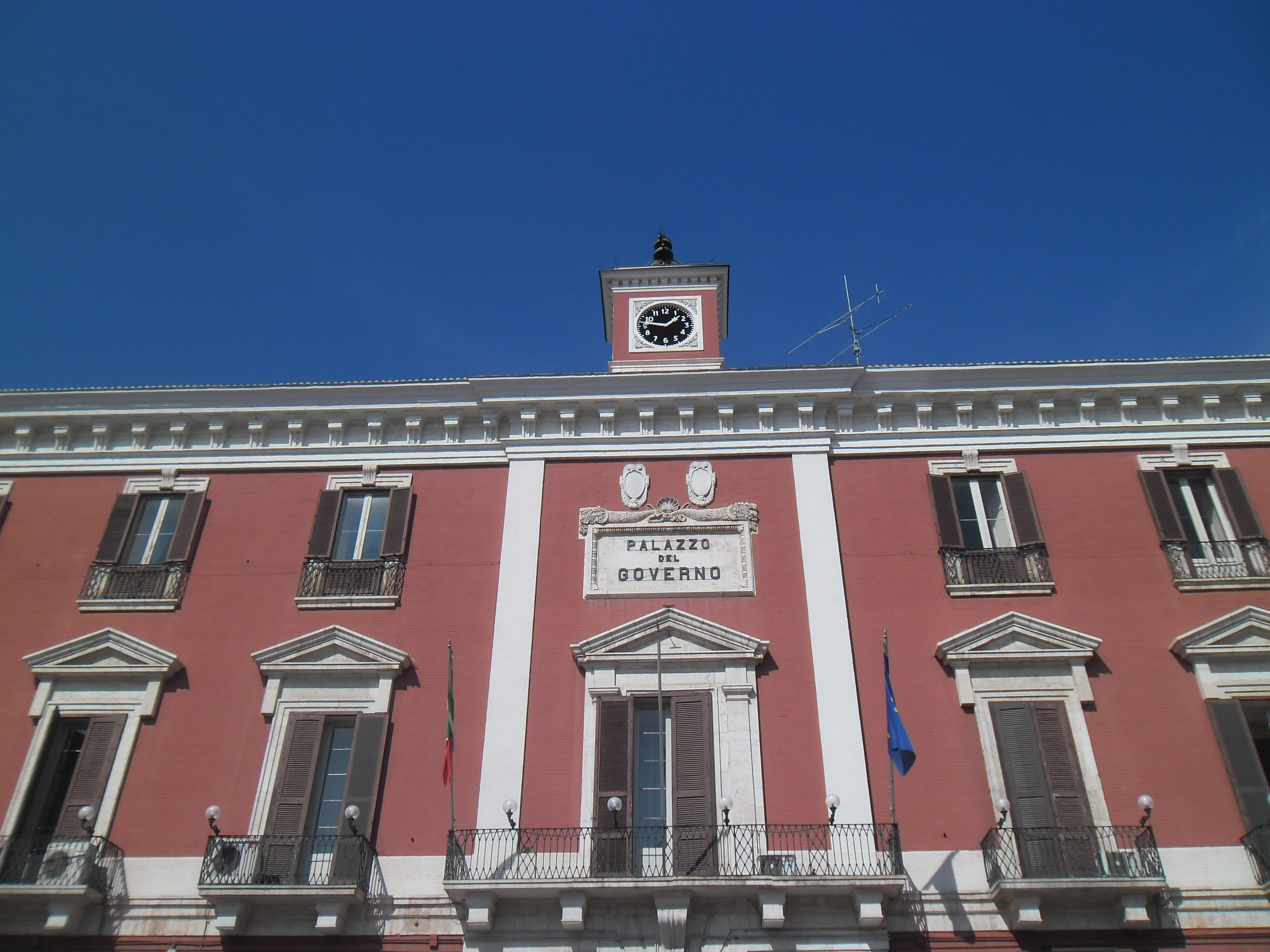
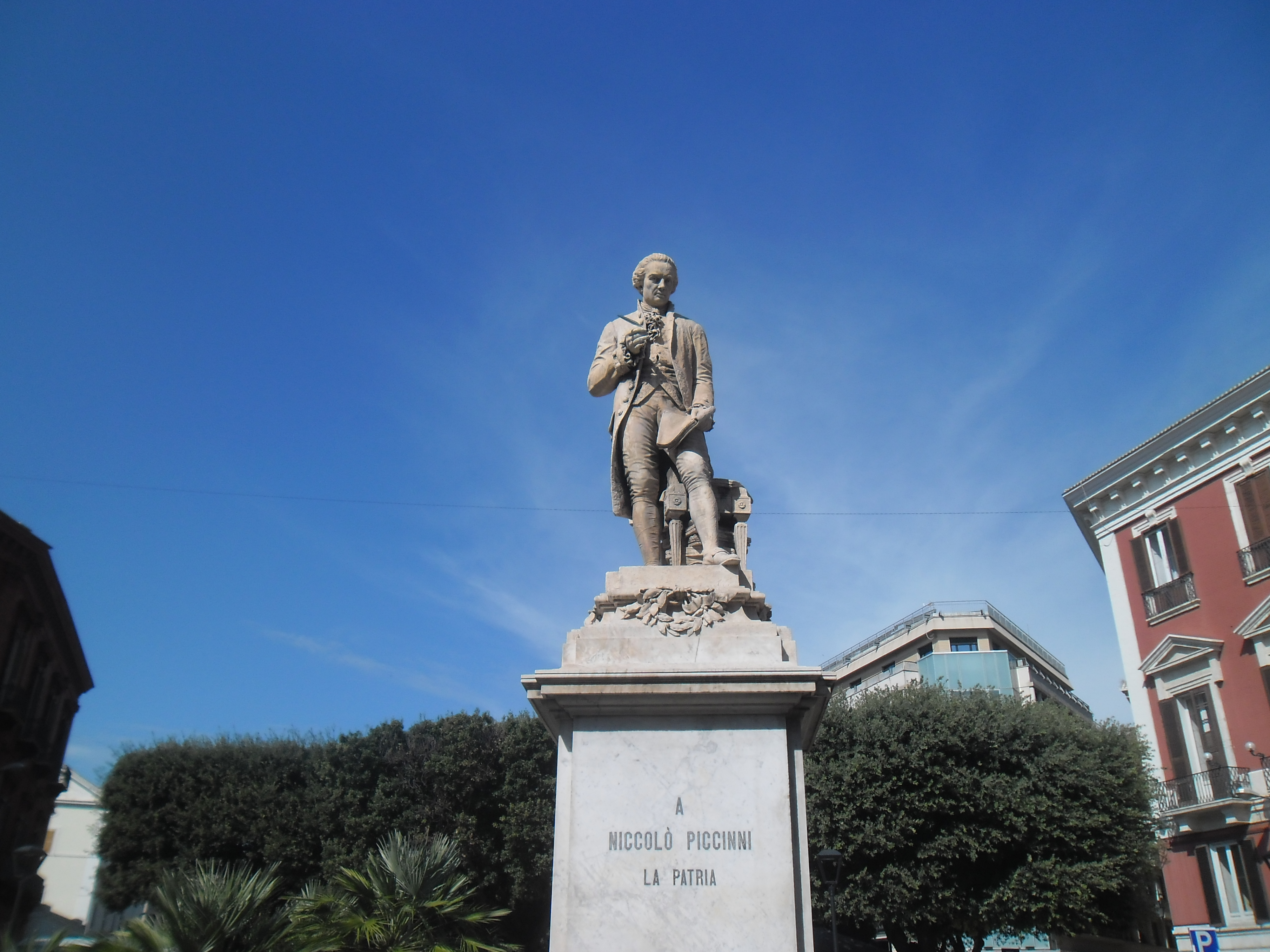
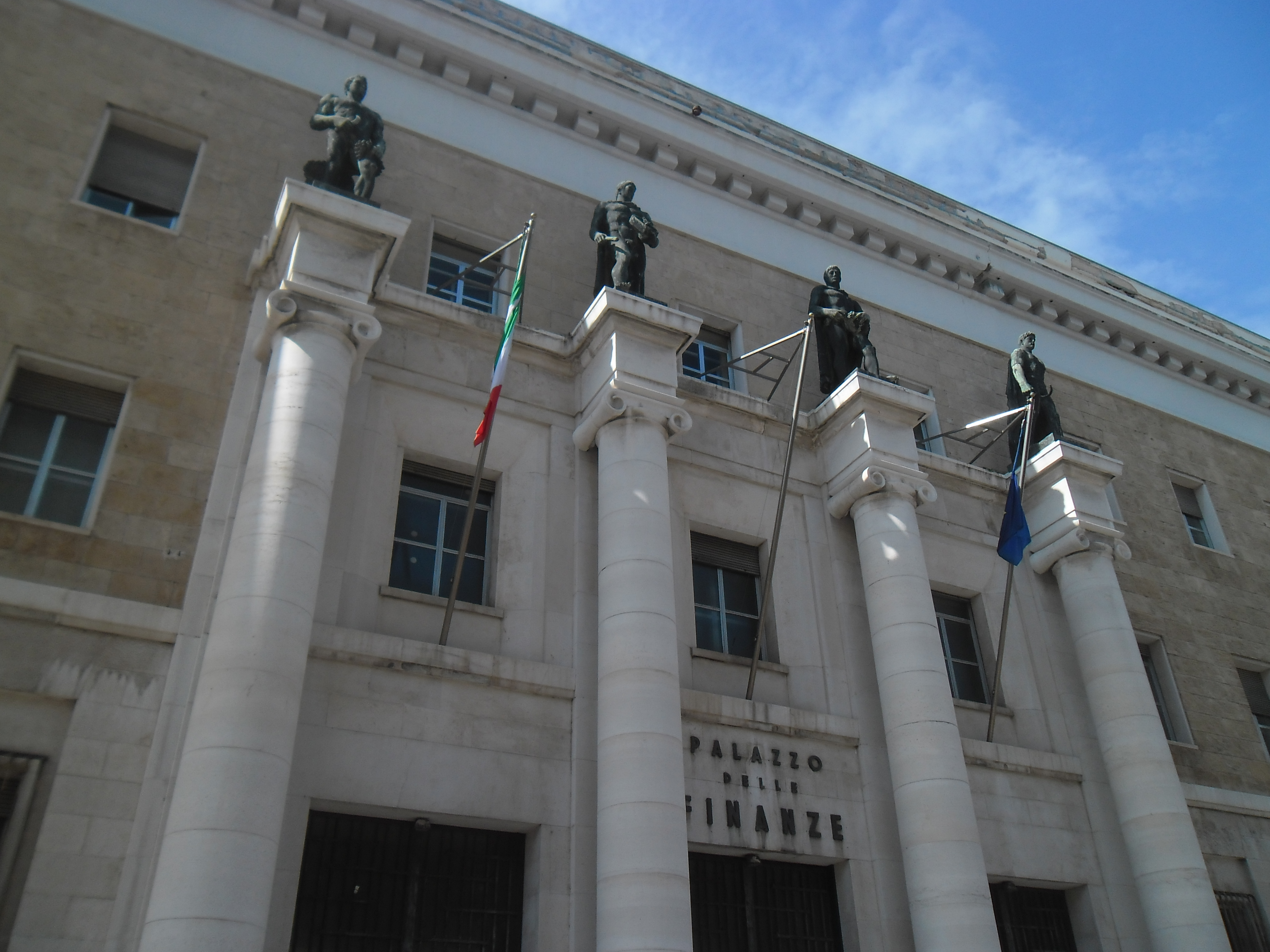
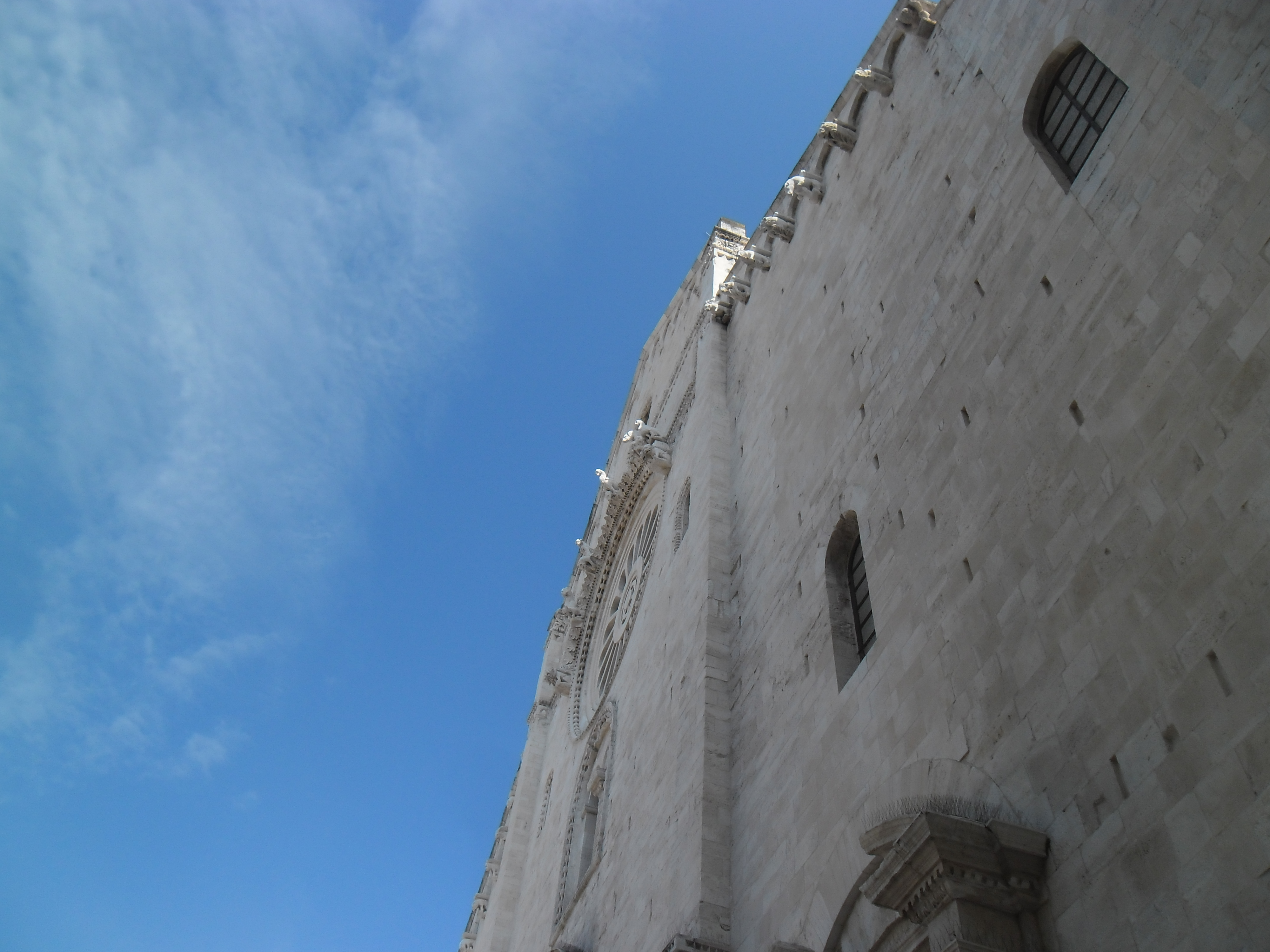
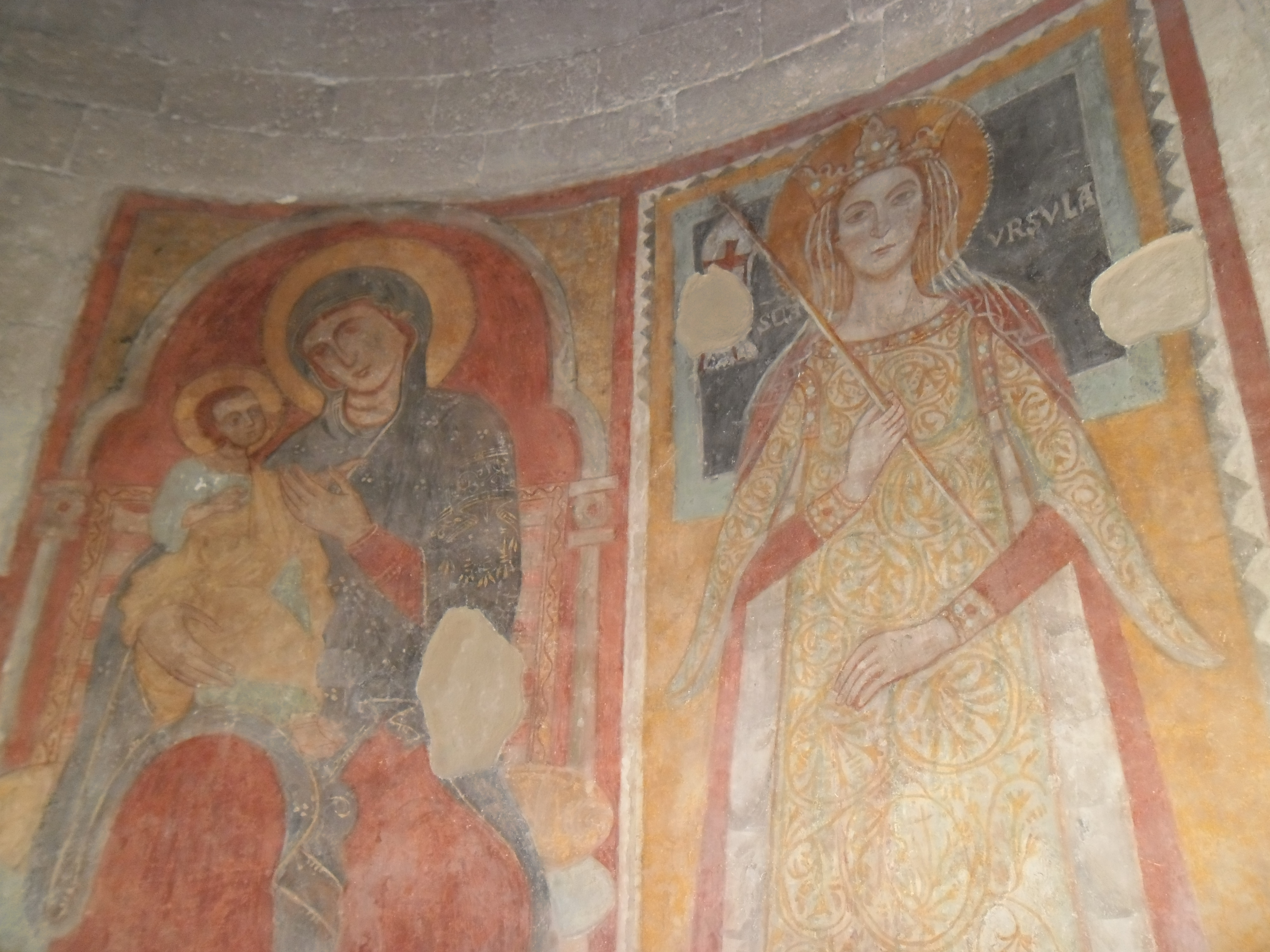
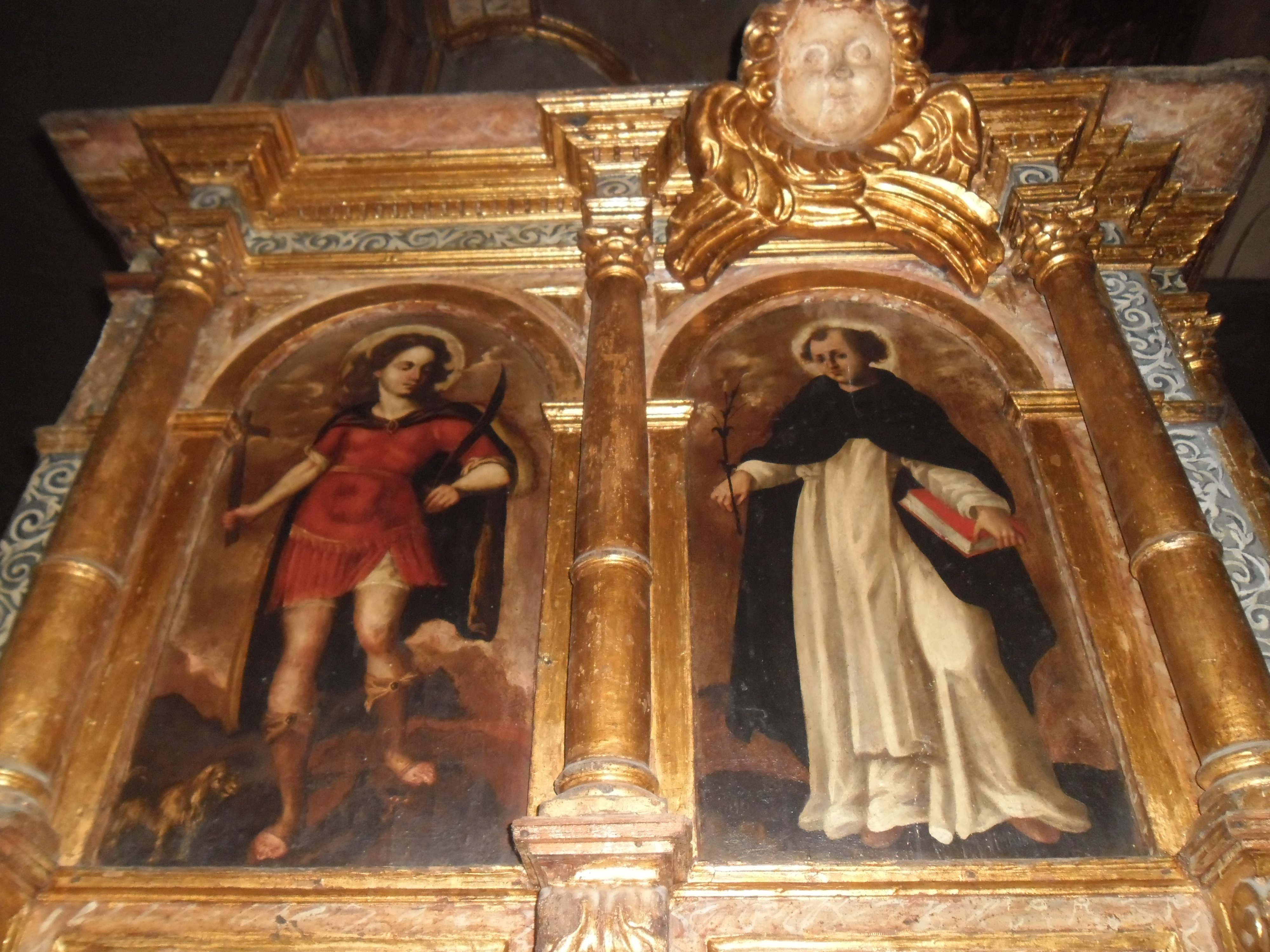
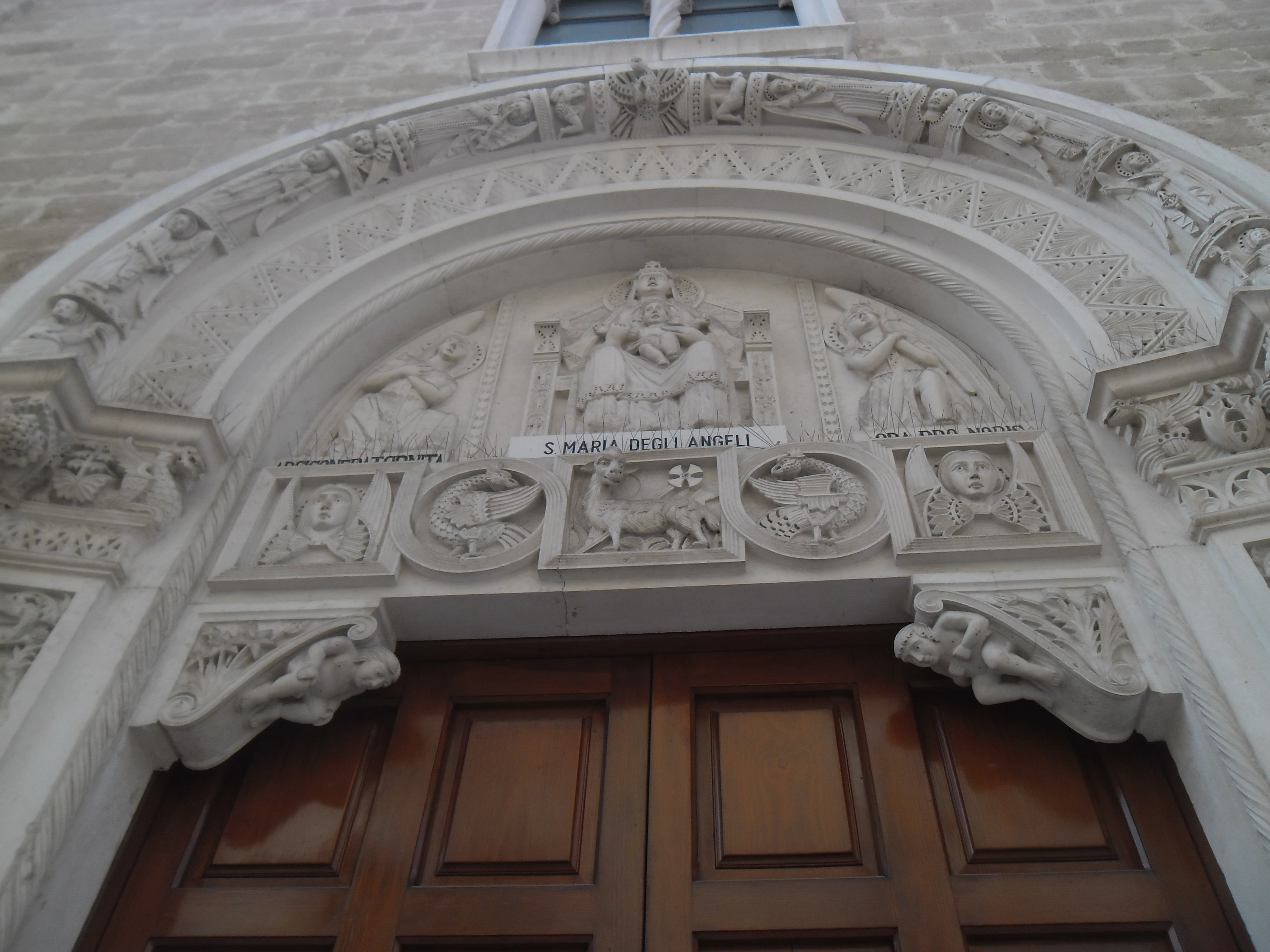
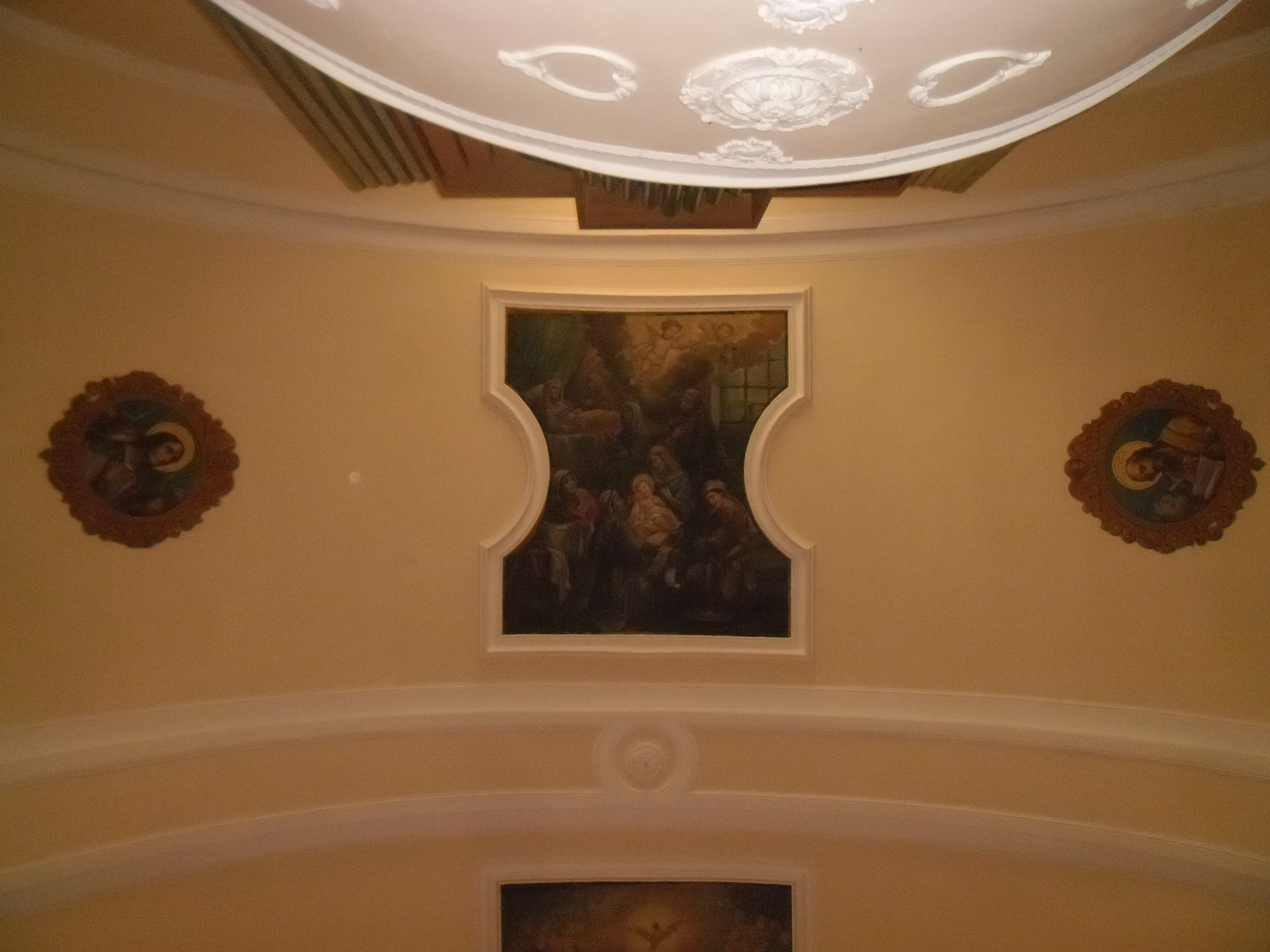
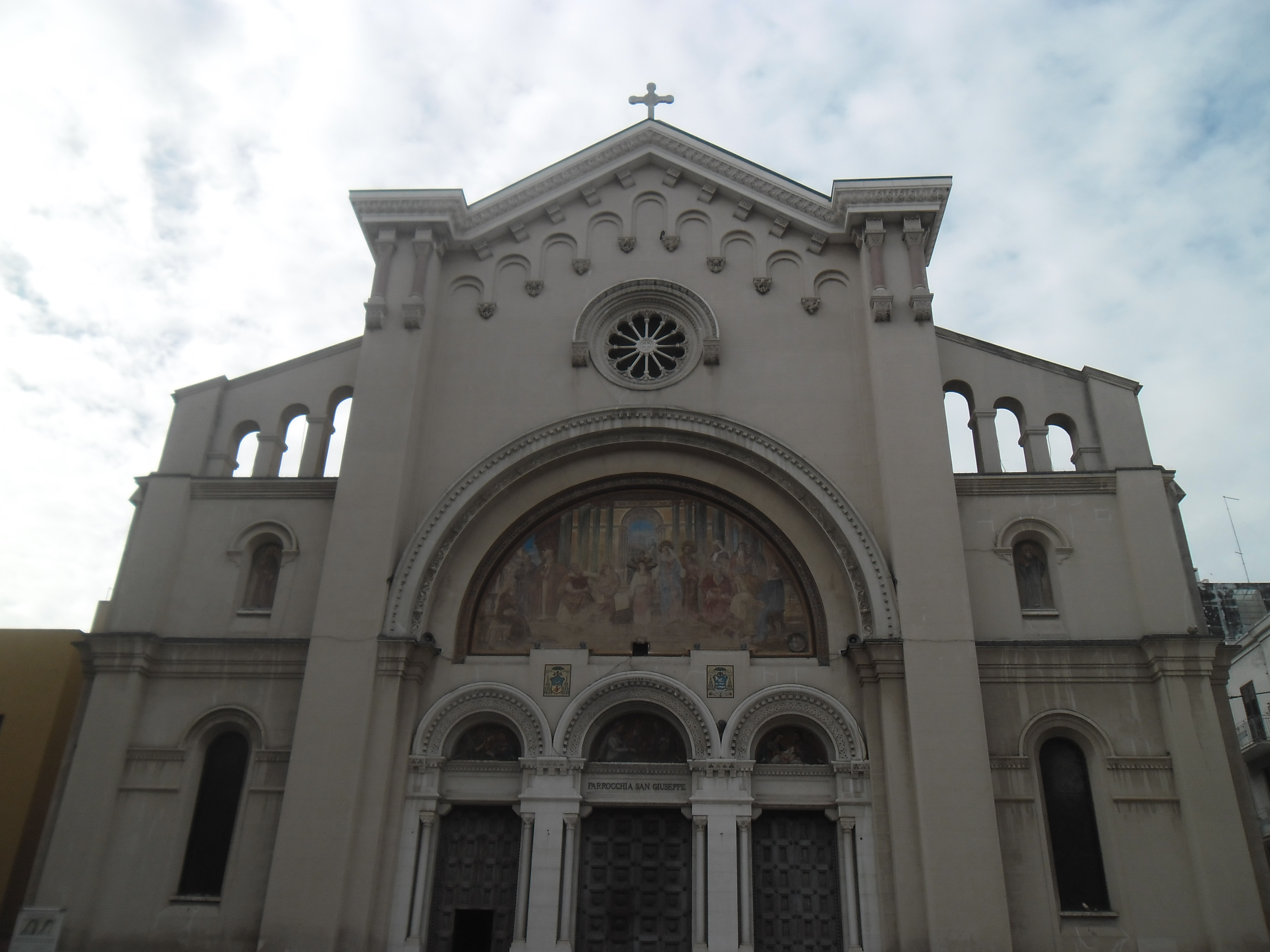
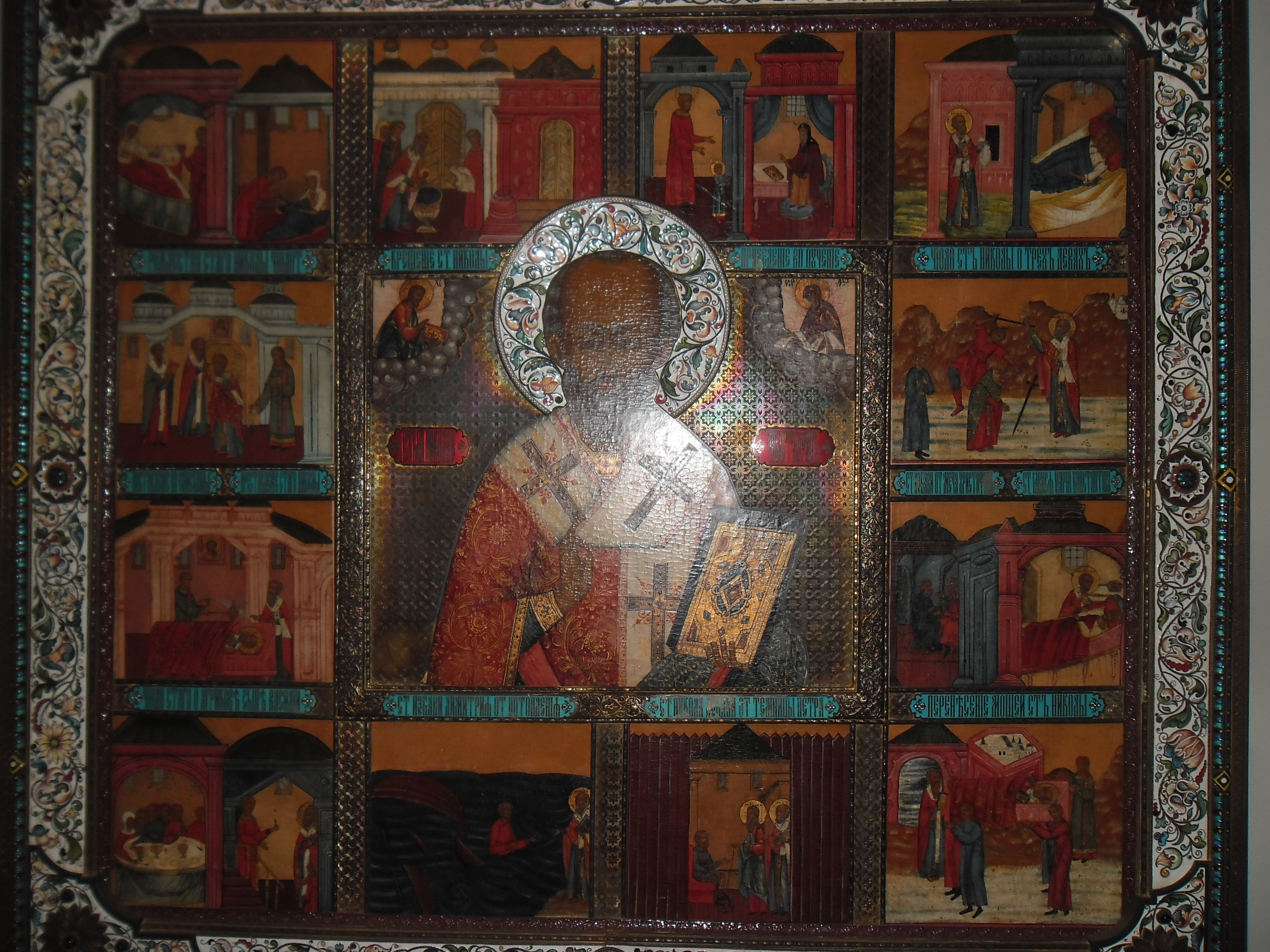
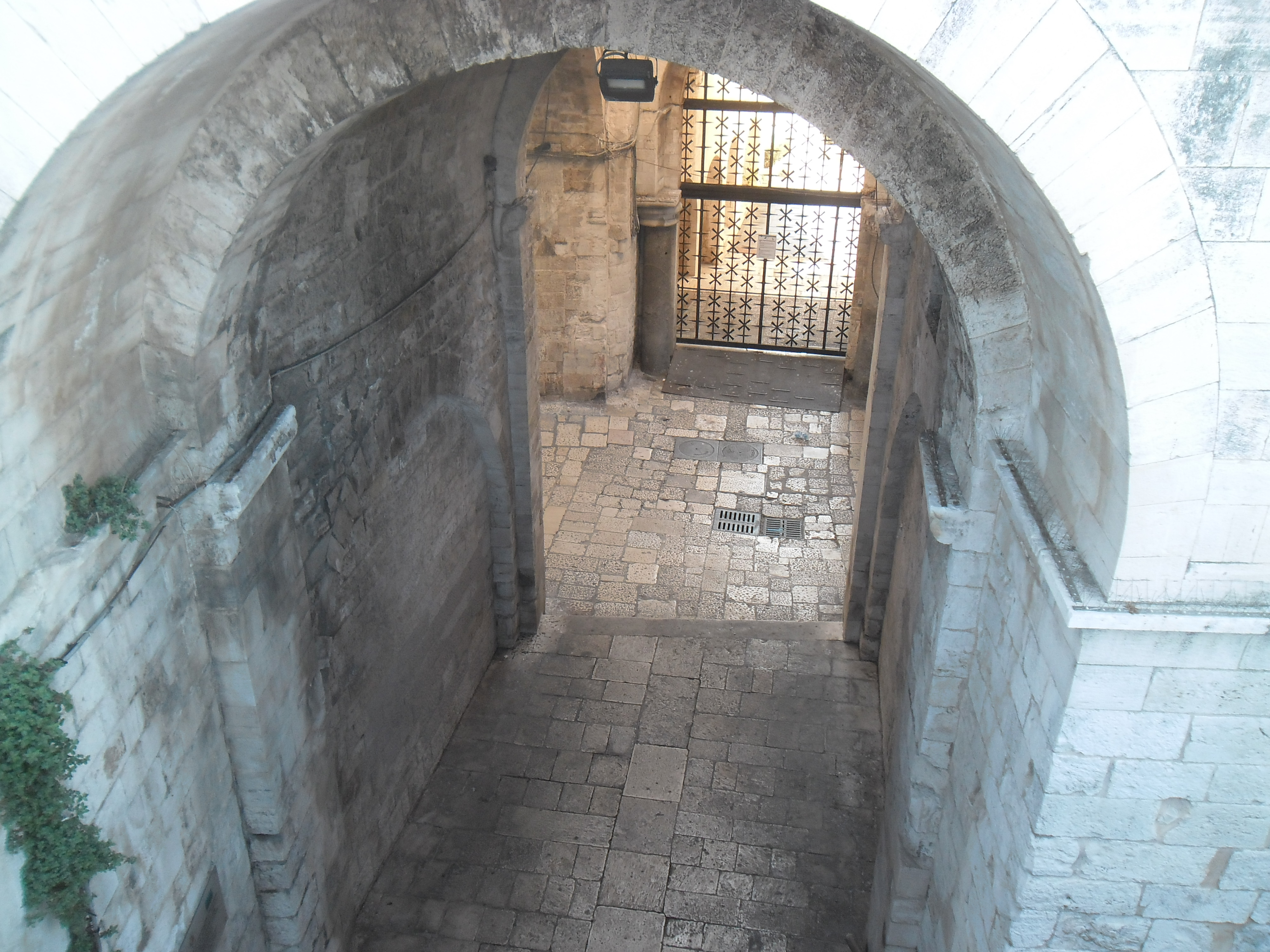